# استغاثة من العالم الآخر (فلم)
استغاثة من العالم الآخر هو فيلم رعب مصري من إخراج محمد حسيب، وبطولة فاروق الفيشاوي، بوسي،معالي زايد، شوقي شامخ، صبري عبد المنعم ورشوان توفيق، صدر الفيلم في 26 أغسطس 1985.

## نبذة
تتمتع تهاني بقدرة على الاتصال بأشخاص من العالم الآخر، وتحلم بالدكتور النفساني الراحل عدلي الذي يخبرها بوجود مفتاح آخر لخزانة منزله وعليها البحث عنه.

## طاقم العمل
فاروق الفيشاوي بدور صفوت عبد الحميد
بوسي بدور تهاني
معالي زايد بدور سوسن إبراهيم السايس
شوقي شامخ بدور عادل
صبري عبد المنعم بدور النائب العام
رشوان توفيق بدور حبيب شاكر
هالة صدقي بدور راقية
محمد متولي بدور أبو العلا

## وصلات خارجية
- مقالات تستعمل روابط فنية بلا صلة مع ويكي بيانات